# Iphiaulax unicolor
Iphiaulax unicolor är en stekelart som beskrevs av Szepligeti 1913. Iphiaulax unicolor ingår i släktet Iphiaulax och familjen bracksteklar. Inga underarter finns listade i Catalogue of Life.